# Платоненков, Георгий Кузьмич
Георгий Кузьмич Платоненков — советский военный, государственный и политический деятель, генерал-лейтенант авиации.

## Биография
Родился в 1915 году в Ярцево. Член КПСС с года.
С 1936 года — на военной службе, общественной и политической работе. В 1936—1975 гг. — в авиации на Тихоокеанском флоте и Дальнем Востоке, командир полка, участник Великой Отечественной войны, участник советско-японской войны, командир 528-го истребительного авиационного полка, заместитель командира дивизии, командир корпуса, командующий войсками района ПВО на Дальнем Востоке, заместитель командующего 29-й воздушной армией, помощник, 1-й заместитель командующего 24-й воздушной армией, командующий 73-й воздушной армией, начальник спецфакультета Военно-воздушной академии
Делегат XXII съезда КПСС.
Умер в Москве в 1992 году.